# ARNTL
El receptor nuclear translocador de aril hidrocarburos, también conocido como ARNTL, Bmal1 o Mop3, es una proteína transmembranal codificada por un gen asociado a la susceptibilidad a padecer hipertensión y diabetes tipo 2.

## Función
La proteína codificada por el gen arntl presenta un dominio PAS con un motivo hélice-bucle-hélice a través del cual forma un heterodímero con el mismo motivo de otra proteína denominada CLOCK o su ortólogo NPAS2. Este complejo se une al elemento de respuesta E-box en las regiones promotoras de multitud de genes incluyendo aquellos que codifican las proteínas Period (PER1, PER2 y PER3) y Criptocromo (CRY1 y CRY2). Estas proteínas represoras forman un complejo con la caseína quinasa 1ε (CSNK1E) y la 1δ (CSNK1D). A continuación, el complejo entero se transloca al núcleo, donde interacciona con el heterodímero Arntl/Clock para inhibir su transactivación. Esta hipótesis es apoyada por el hecho de que mutantes puntuales en el gen arnt1 o clock son resistentes a la interacción y a la represión mediada por Criptocromos. De este modo, la transcripción de los genes period y criptocromo es inhibida, se reducen los niveles de las respectivas proteínas que codifican y, finalmente, la represión se detiene permitiendo de nuevo la transcripción de los genes. Este proceso tiene lugar a lo largo de un período de 24 horas.

## Distribución
El gen Arntl, además de haber sido descrito en mamíferos como los ratones o los humanos, ha demostrado poseer homólogos en peces, pájaros y en la mosca de la fruta (en este caso, la proteína homóloga no presenta el dominio C-terminal que presenta en humanos, pero actúa de igual modo uniéndose a la proteína CLOCK. En los humanos, existen 3 variantes del transcrito que codifican dos isoformas diferentes de este gen. El papel y la importancia de estas 3 variantes del transcrito son desconocidos por el momento.

## Estudios deknock oute importancia clínica
Arntl (o Bmal1) es el único componente del ciclo circadiano de los mamíferos cuya única deleción en el modelo de ratón genera una pérdida de los ritmos circadianos. Además, estos ratones mutantes en el gen Arntl también presentan problemas reproductivos, son más pequeños de tamaño, envejecen más rápidamente, y muestran síntomas de artropatía progresiva, todo lo cual resulta en una disminución de la actividad locomotora con respecto a los ratones silvestres. Estudios fenotípicos recientes sugieren que este gen y su pareja Clock juegan un importante papel en la regulación del metabolismo y la homeostasis de la glucosa. Por último, cabe destacar que  Arntl, Npas2 y Per2 han sido asociados con la patología denominada trastorno afectivo estacional en humanos.

## Regulación
La transcripción de Arntl es regulada de un modo circadiano y recíproco por los receptores nucleares orfan NR1D1 (Rev-erb-α) y NR1F1 (ROR-α) que establecen un segundo sistema de regulación en los ciclos circadianos de mamíferos. Los otros receptores nucleares de la misma familia (NR1D2 o Rev-erb-β; NR1F2 o ROR-β; NR1F3 o ROR-γ) también han demostrado actuar sobre el gen Arntl.

## Interacciones
La proteína ARNTL ha demostrado ser capaz de interaccionar con HIF1A, CLOCK, receptor de aril hidrocarburos, SUMO3, EPAS1 y NPAS2.